# 帕里斯·巴斯
帕里斯·尼古拉斯·巴斯（1995年8月29日—）為美國男子籃球運動員，最後效力於中国男子篮球职业联赛浙江稠州。

## 早年
巴斯生長於美國密西根州伯明罕，2013年畢業於西霍爾姆高中，進入底特律慈悲大学就讀，但大學第一因為高中成績關係而缺席，菜鳥球季贏得地平線聯盟年度新人王，大三球季則榮獲地平線聯盟年度第一隊，賽季結束後因學業問題被踢出校隊。

## 職業生涯
第16季SBL超級籃球聯賽採雙洋將制，金門酒廠首名洋將為沃尔特·夏普，第二名洋將原為杰倫·畢拉普斯，但在第一場熱身賽就報銷，接替的达米恩·詹姆斯被B聯賽攔截，最後金門酒廠找來巴斯，巴斯於2018年11月18日首場例行賽早上抵達臺灣。巴斯接受中華民國籃球協會身高丈量，結果為197公分，與沃尔特·夏普204公分相加只有401公分，低於雙洋將身高合計405公分限制。巴斯共代表金門酒廠出賽11場，場均繳出20.7分、10.9籃板、2.8助攻、2.5抄截、1.1阻攻，12月17日巴斯被警方攔檢持有大麻，隔日金門酒廠開除巴斯，改找第16季SBL曾效力臺灣銀行的拉沙德·伍茲接替。
由於COVID-19疫情關係，NBA各隊會有球員觸發健康與安全協議而面臨人手短缺，聯盟開放各隊可與球員簽下10天短約補足人力，2021年10加入南灣湖人的巴斯於12月31日獲得菲尼克斯太阳10天短約機會，2022年1月12日簽下第二份10天短約，巴斯總計出賽兩場NBA賽事，留下總計6分、4籃板、1抄截、2失誤、2犯規的數據。
2023年6月巴斯加盟韓國籃球聯賽水原KT音速彈。最終巴斯全勤出賽54場例行賽，場均上場31分41秒，攻下25.4分、10.9籃板、4.6助攻、1.8抄截，季後賽出賽14場，場均26.4分、12.0籃板、2.6助攻、2.2抄截、1.1阻攻。
2024年7月4日，巴斯與中国男子篮球职业联赛浙江稠州簽約。2025年1月12日，浙江稠州取消註冊巴斯，巴斯共出賽20場，場均可挹注17.2分、8.3籃板、3.9助攻、1.6抄截。

## 外部連結
- 帕里斯·巴斯在fiba.basketball（英语）
- 帕里斯·巴斯在NBA官網（英语）
- 帕里斯·巴斯在NBA G聯盟官網（英语）
- 帕里斯·巴斯在中国男子篮球职业联赛官網
- 帕里斯·巴斯在韓國籃球聯賽官網（英语）
- 帕里斯·巴斯在Basketball-Reference.com（NBA）（英语）
- 帕里斯·巴斯在Basketball-Reference.com（NBA G聯盟）（英语）
- 帕里斯·巴斯在Basketball-Reference.com（國際）（英语）
- 帕里斯·巴斯在Sports-Reference.com（NCAA）（英语）
- 帕里斯·巴斯在Eurobasket.com（球員）（英语）
- 帕里斯·巴斯在Proballers（英语）
- 帕里斯·巴斯在RealGM（英语）
- 帕里斯·巴斯在中国篮球数据库
- 帕里斯·巴斯在Flashscore（英语）
- 帕里斯·巴斯在Flashscore（英语）